# 聖埃杜阿爾多 (博亞卡省)
聖埃杜阿爾多是哥倫比亞的城鎮，位於該國東北部，由博亞卡省負責管轄，距離首府通哈108公里，始建於1914年，面積106平方公里，海拔高度1,225米，2005年人口1,867。
5°13′21″N 73°04′37″W / 5.22250°N 73.07694°W